# Иосиф Сокольский
Ио́сиф Соко́льский (болг. Йосиф Соколски, в миру Иван Марков; 1786, Нова Махала — 30 сентября 1879, Киев) — болгарский грекокатолический архиепископ с 1861 года, до этого — православный архимандрит (Константинопольский Патриархат).

## Биография
Родился около 1786 года в православной семье в деревне Новая Махала (ныне квартал города Габрово, Болгария), при крещении получил имя Иван.
Около 1802 года стал послушником в Троянском монастыре, там же в 1806 году принёс монашеские обеты. В 1820-х годах посетил Афон, откуда привёз сборник, в котором содержалось житие болгарского святого Онуфрия Габровского. 1 мая 1826 года стал игуменом Калоферского мужского монастыря.
В 1832 году, уже будучи архимандритом, покинул Троянский монастырь и основал монастырь в местности под названием Сокола рядом с деревней Этыр (в настоящее время район города Габрово). Местными жителями монастырь стал назваться Сокольским, по-видимому в это же время Иосиф получил свою фамилию. В 1840-х годах в той же местности создал и женский монастырь. В 1836 году в Сокольском монастыре открыл школу для мальчиков, одно время в этой школе преподавал Неофит Бозвели.
С 1820-х годов среди болгарской знати и духовенства росло стремление к получению независимости болгарских епархий от Константинопольского Патриархата, в состав которого, как и все православные подданные Османской империи, они входили. В то же время, среди болгар Константинополя в качестве альтернативы подчинению патриарху возникло движение за унию с Католической церковью, лидерами которого были Драган Цанков и доктор Георгий Миркович.
В ноябре 1860 года отбыл в Константинополь, где 18 декабря того же года подписал унию с Римом.
15 марта 1861 года вместе с Драганом Цанковым и Георгием Мирковичем, диаконом Рафаилом Поповым отбыл в Рим. 26 марта делегация была принята в Риме папой римским Пием IX. 2 апреля 1861 года в Сикстинской капелле состоялось рукоположение Иосифа Сокольского в архиепископа. Хиротонию совершили: папа римский Пий IX, епископ Этьен Мессир и епископ Луи-Эжен Реньо. Назначен апостольским викарием для болгарских униатов. Делегация вернулась в Константинополь 14 апреля того же года, когда с фирманом турецкой власти Иосиф Сокольский был объявлен милет-баши для болгарских униатов.
Российские власти, боясь в результате унии потерять влияние на болгарские церковные круги, разработали план похищения Сокольского. План похищения, разработанный российским посланником князем Лобановым-Ростовским, был осуществлён Найденом Геровым и Петко Славейковым, заманившими Сокольского на российский пароход «Эльбрус», отправившийся 6 июня 1861 года в Одессу.
По прибытии в Одессу был доставлен в Киев и помещен в Киево-Печерскую лавру, где почти безвыездно жил до конца жизни.
После восстания 1863 года в землях былой Речи Посполитой из Холмской грекокатолической епархии были изгнаны почти все униатские священники. С разрешения императора Александра II Иосиф Сокольский несколько раз посетил Холм, где в общей сложности рукоположил 72 униатских священника.
Подавал прошения о разрешении вернуться в Болгарию, последнее из которых датируется 1878 годом, но всегда получал отказ.
Скончался 30 сентября 1879 года.